# Thaumatoxena grassei
Thaumatoxena grassei (лат.) — вид термитофильных мелких мух-горбаток рода Thaumatoxena из подсемейства Thaumatoxeninae (отряд двукрылые). Африка: Берег Слоновой Кости, Заир, Судан, Уганда. Длина около 2 мм. Обнаружены в гнёздах термитов видов Macrotermes bellicosus (Smeathman) и Trinervitermes trinervius. Вид был описан в 1939 году и назван в честь французского академика Пьера-Поля Грассе (Pierre-Paul Grassé), крупнейшего специалиста по термитам, обнаружившего один из типовых экземпляров в Африке.